# (14555) Shinohara
(14555) Shinohara est un astéroïde de la ceinture principale.

## Description
(14555) Shinohara est un astéroïde de la ceinture principale. Il fut découvert le 1er novembre 1997 à Kitami par Kin Endate et Kazuro Watanabe. Il présente une orbite caractérisée par un demi-grand axe de 3,08 UA, une excentricité de 0,10 et une inclinaison de 9,2° par rapport à l'écliptique.

## Compléments